# Louis Charvet
Louis Charvet, né en 1901 à Chambéry et mort en 1987 à Paris, est un ingénieur et chef d'entreprises français, engagé dans plusieurs associations, qui fut aussi poète sous le pseudonyme d'Evrard des Millières.

## Biographie

### Milieu social et formation
Louis Charvet est le fils d'un magistrat, président de la Cour d'appel de Dijon puis premier président de la Cour d'appel de Grenoble. Après avoir été élève au lycée Carnot de Dijon, il est élève à l'École polytechnique (promotion 1920) dont il sort major et ingénieur en 1925 de l'École nationale supérieure des mines de Paris, d'où son appartenance au prestigieux Corps des mines. Il épouse en 1937 Lydie Du Buit, sœur d'un polytechnicien et fille de Jean du Buit, également polytechnicien, inspecteur des finances et directeur du Crédit national.

### Carrière
Louis Charvet est successivement directeur de la Compagnie du Platine en 1931, directeur général adjoint de la Compagnie Air France, de 1934 à 1945, président des automobiles Saurer France et vice-président des automobiles Unic à partir de 1945.
Il devient une figure du monde de la sidérurgie française après la Libération, en tant que président du Groupement pour la reconstruction des entreprises sinistrées (1948), de la Société sidérurgique de participation et approvisionnement des charbons, du Comptoir français des produits sidérurgiques et de l'Office technique pour l'utilisation de l'acier. Il est aussi successivement secrétaire général en 1945, délégué général puis vice-président de la Chambre syndicale de la sidérurgie française. À ce titre, il combat le plan Schuman issu de la Déclaration du 9 mai 1950 et qui donne naissance à la Communauté européenne du charbon et de l'acier. Il prend sa retraite en 1972.

### Engagements
Louis Charvet est une figure secondaire du catholicisme social. Il est dans l'entre-deux-guerres un des vice-présidents à partir de 1924 des « Équipes sociales » de Robert Garric,,. Il collabore à la Revue des jeunes de Garric, jusqu'en 1944, est membre de l'USIC (ingénieurs catholiques). Après la Libération, il est membre du bureau d'études et du comité exécutif du Mouvement républicain populaire (MRP), collaborant à son périodique, Politique.
Il est membre du comité directeur de l'Association des cadres dirigeants de l'industrie pour le progrès social et économique.
Membre du Conseil économique, il est ensuite membre du Conseil économique et social, au titre des entreprises privées, de 1959 à 1969; il est vice-président de sa section des Investissements et du Plan et de sa section de l'Expansion économique intérieure. Il est aussi maire de la commune de La Chapelle-Blanche, en Savoie, à partir de 1959.
Il préside l’Union nationale interfédérale des œuvres et organismes privés non lucratifs sanitaires et sociaux (UNIOPSS) de 1967 à 1981.

### Littérature
Poète sous le pseudonyme de Evrard des Millières, il est lauréat en 1980 du Prix Broquette-Gonin. Il préside le groupe X-littérature (anciens élèves de Polytechnique) et il est membre de l'Académie delphinale à partir de 1965, puis de l'Académie de Savoie à partir de 1969.

## Ouvrages
- La Participation ouvrière à la gestion des entreprises, Paris, Dunod, 1927, 104 p.
- Le Guide du chef d'équipe, Paris, Éditions de la Revue des jeunes, 1933, 128 p.

- Prix Fabien 1934 de l'Académie française.
- Petite histoire de l'aviation, Paris, Presses universitaires de France, 1942, 64 p.
- Le Métier de chef, Pau, Éditions de la Revue des jeunes, 1944, 140 p.
- Le Chemin de la grandeur, Paris, Éditions de la Revue des Jeunes, 1945, 118 p.
- L'Entreprise en question, apostilles et apophtegmes recueillis par Louis Charvet, Paris, 1964, 227 p.
- Des Vaus d'Avalon à la Queste du Graal, Paris, J. Corti, 1967, 120 p.
- Rimbaud notre frère, Éditions Rougerie, 1973, 90 p.

Sous le pseudonyme d'Evrard des Millières :
- Outre rêve, Limoges, Rougerie, 1967
- La Chapelle blanche, Rougerie, 1968
- Au temps de la ligne de cœur : Présentation de Louis Charvet, Rougerie, 1968
- Cristallisations, Rougerie, 1970
- Été aux faibles feux, Rougerie, 1974